# John W. Rudnicki
John W. Rudnicki (Huntington (Virgínia Ocidental), 12 de agosto de 1951) é um engenheiro estadunidense.